# 奇亨度
奇 亨度（キ・ヒョンド、朝鮮語: 기형도、1960年2月16日 - 1989年3月7日）は、韓国の詩人、ジャーナリスト。

## 略歴
1960年に京畿道甕津郡延坪里（現在の仁川広域市甕津郡）で生まれる。本貫は幸州奇氏。1967年始興小学校に入学。比較的裕福な家庭で生まれた。しかし1969年父親が中風で倒れ、家計が苦しくなり母親が生計を立てるようになる。1973年に新林中学校に入学。1975年に姉が不慮の事故で死亡、この頃から詩を書き始める。1976年中央高等学校 (ko:중앙고등학교 (서울)) に入学し、校内の重唱団の一員として活動した。
1979年、延世大学校政法大学に入学。大学内の文学サークル「延世文学界」に入り、本格的に文学を学び始める。校内新聞「延世春秋」が行う「朴栄濬文学賞」の佳作を『零下の風』で受ける。
1980年政法系列から政治外交学科に進学。「ソウルの春」を迎え、徹夜論争や校内デモに加担し、校内紙に『ノマの村の犬(노마네 마을의 개)』を寄稿したことで調査を受けたこともある。
1981年兵役のため休学。大邱・釜山を旅行し、防衛軍に召集され、安養付近にある部隊で勤務した。安養の文学同人会である「スリ(수리)」に入り、同人誌に『沙江里(사강리)』などを発表した。彼の初期作の大部分はこの時期に書かれ、習作を仕上げた。
1982年に除隊し、養豚などの家の手伝いをしながら創作と読書に没頭した。この時期に『冬の版画(겨울 판화)』、『葡萄畑の墓地(포도밭 묘지)』、『暴風の丘(폭풍의 언덕)』など、多数の詩、小説を書いた。
1983年大学3学年に復学し、校内新聞である「延世春秋」が制定・授賞する「尹東柱文学賞(윤동주문학상)」に詩『植木祭(식목제)』で当選した。
1984年中央日報社に入社し、1985年詩『霧(안개)』で東亜日報新春文芸に当選した。2月に延世大学政治外交学科を卒業し、新聞社のインターンを経て政治部に配属された。
1986年文化部に配属され、活発に作品を発表すると共に、文学や出版を担当しながら関連した人士とも活発に交友した。1987年夏にヨーロッパを旅行し、1988年の夏の休暇では大邱・全南各地を旅行している。そして文化部から編集部に移った。
1989年3月7日、ソウル鐘路の深夜劇場で死亡した状態で発見された。死因は脳卒中だった。そして3月9日に京畿道安城にある天主教の公園墓地に葬られた。5月に遺稿詩集「口の中の黒い葉(입 속의 검은 잎)』が文学と知性社から出版された。
1990年に1周忌を迎え、散文集「短い旅行の記録」がサルリム出版社から出版された。